# Odon Van Maelcote
Odon Van Maelcote, né le 28 juillet 1572 à Bruxelles et décédé le 14 mai 1615 à Rome était un prêtre jésuite des Pays-Bas méridionaux (aujourd’hui la Belgique), homme de sciences et mathématicien de renom.

## Biographie
Odon Van Maelcote, Seigneur de Kessel sous Louvain, était le fils aîné de Jean Van Maelcote, Docteur en l'un et l'autre Droit (Droit Canon et Civil) de l'Université de Louvain et Professeur de cette même Université, Premier Conseiller et Vice-Chancelier en la Chancellerie du Brabant, Vice-Lieutenant de la Cour Féodale du Brabant (1537-1616) et de Marie de Viron. Ses études secondaires terminées il entre au noviciat des jésuites à Tournai le 12 février 1590. Il étudie à l'université de Douai, peut-être comme élève de François d'Aguilon.
En 1607 il publie à Bruxelles un petit traité sur l'astrolabe qui le fait remarquer dans le monde des sciences. À l’invitation de Christopher Clavius il est invité à Rome pour y enseigner au Collège romain (1608). Il y est bientôt l’assistant de Christopher Grienberger.
En 1610, les autorités de l’Église demandent à un groupe de trois jésuites, Grienberger, Clavius et Odon Van Maelcote, leur opinion sur les ‘nouveaux phénomènes observés par Galilée à l’aide de son télescope'. Grienberger a beaucoup de sympathie pour la théorie de Galilée sur le mouvement des astres. Galilée est invité par les mathématiciens à un banquet au Collège romain  durant lequel van Maelcote fait un discours élogieux de Galilée (18 mai 1611). Néanmoins, ils sont rappelés à l’ordre par Claudio Acquaviva, supérieur général des jésuites, et doivent s’en tenir à la vision aristotélicienne de l'univers.
En 1611 Van Maelcote se trouve à Bruxelles. De décembre 1612 à 1614 il échange une correspondance scientifique avec Jean Kepler. De retour à Rome il travaille à l’observatoire du collège romain. Il meurt le 14 mai 1615, à Rome. Maelcote n’a que 43 ans,

## Sources
- Carlos Sommervogel : Bibliothèque de la Compagnie de Jésus (tome 5), Oscar Schepers, Bruxelles, 1894, col. 281-282.